# Sciades tonkinensis
Sciades tonkinensis är en skalbaggsart som först beskrevs av Maurice Pic 1944.  Sciades tonkinensis ingår i släktet Sciades och familjen långhorningar. Inga underarter finns listade i Catalogue of Life.